# Pasul Branisko
Pasul Branisko (în slovacă priesmyk Branisko, în germană Braniskopass sau foarte rar Purzelgrund, în maghiară Branyiszkó szoros, în limbajul popular Chvalabohu) este o trecătoare montană situată în partea de est a Slovaciei. Ea traversează munții Branisko și este situată pe drumul de la Poprad la Prešov, peste hotarul care separă regiunile Spiš și Šariš. În partea de sus a trecătoarei există o perspectivă bună asupra regiunii Spiš (castelul Spiš, Spišské Podhradie), iar atunci când vremea este bună poate fi văzut, de asemenea, masivul Tatra Mare. La aproximativ 12 km distanță se află satul Spišské Podhradie.
La 5 februarie 1849, în timpul Revoluției Maghiare de la 1848-1849, a avut loc în pasul Branisko o luptă între trupele imperiale și honvezii maghiari, care s-a încheiat cu victoria maghiară. În 1945 trecătoarea Branisko a fost eliberată în cadrul operațiunii militare din Carpații de Vest, la care a participat, de asemenea, Corpul 1 al Armatei Cehoslovace.
Circulația prin trecătoare a fost dificilă din cauza serpentinelor de pe rampa de vest. În 2003 a fost dat în folosință tunelul Branisko (în prezent cu un singur tub) pe traseul autostrăzii D1.

## Legături externe
- Materiale media legate de Pasul Branisko la Wikimedia Commons
- Poloha na turistickej mape